# Liga Nacional de Hockey Hielo Femenina 2022-23
La Liga Nacional de Hockey Hielo Femenina 2022-23, conocida como Liga Iberdrola de Hockey Hielo por motivos de patrocinio fue la 15.ª edición de la liga española de hockey sobre hielo, máxima categoría a nivel nacional en categoría femenina.

## Equipos
| Equipo                        | Localidad     | Estadio                                  | Capacidad |
| ----------------------------- | ------------- | ---------------------------------------- | --------- |
| Club Gel Puigcerdà            | Puigcerdá     | Club Poliesportiu Puigcerdà              | 1450      |
| SAD Majadahonda               | Majadahonda   | Pista de hielo La Nevera                 | 250       |
| Club Hockey Hielo Txuri Urdin | San Sebastián | Palacio del Hielo Txuri Urdin            | 800       |
| Club Hielo Jaca               | Jaca          | Pabellón de Hielo de Jaca                | 2000      |
| Kosner Club Hielo Huarte      | Huarte        | Palacio de Hielo Huarte                  |           |
| Milenio Panthers              | Logroño       | Centro Deportivo Municipal Lobete        | 624       |
| Quimeras Valdemoro            | Valdemoro     | Pista de Hielo Francisco Fernández Ochoa |           |

## Clasificación
| | Equipo                   | Puntos | PJ | PG | PGP | PP | PPP | GF | GC | DG  | PIM |
| --- | ------------------------ | ------ | -- | -- | --- | -- | --- | -- | -- | --- | --- |
| 1 | SH Majadahonda           | 32     | 12 | 10 | 0   | 0  | 2   | 45 | 15 | 30  | 82  |
| 2 | CH Jaca                  | 24     | 12 | 6  | 2   | 2  | 2   | 60 | 34 | 26  | 96  |
| 3 | CG Puigcerda             | 23     | 12 | 7  | 1   | 4  | 0   | 55 | 31 | 24  | 84  |
| 4 | Quimeras Valdemoro       | 21     | 12 | 6  | 1   | 4  | 1   | 32 | 17 | 15  | 86  |
| 5 | Kosner Club Hielo Huarte | 18     | 12 | 6  | 0   | 6  | 0   | 31 | 31 | 0   | 80  |
| 6 | Milenio Panthers         | 7      | 12 | 1  | 2   | 9  | 0   | 25 | 93 | -68 | 140 |
| 7 | CHH Txuri Urdin          | 1      | 12 | 0  | 0   | 11 | 1   | 21 | 48 | -27 | 108 |
| Fuente: Federación Española de Deportes de Hielo: Clasificación de la Liga Iberdrola de Hockey Hielo; actualización automática |                          |        |    |    |     |    |     |    |    |     |     |

Los cuatro primeros clasificados jugarán una ronda de playoffs

## Playoffs
|  | Semifinales        | Semifinales | Semifinales | Semifinales |                |   | Final | Final | Final | Final | Final | Final |  |
|  |                    |             |             |             |                |   |       |       |       |       |       |       |  |
|  |                    |             |             |             |                |   |       |       |       |       |       |       |  |
|  | Quimeras Valdemoro | 1           | 0           |             |                |   |       |       |       |       |       |       |  |
|  | Quimeras Valdemoro | 1           | 0           |             |                |   |       |       |       |       |       |       |  |
|  | SH Majadahonda     | 2           | 2           |             |                |   |       |       |       |       |       |       |  |
|  | SH Majadahonda     | 2           | 2           |             | SH Majadahonda | 2 | 3     | 2     | 3     | 4     |       |       |  |
|  |                    |             |             |             | SH Majadahonda | 2 | 3     | 2     | 3     | 4     |       |       |  |
|  |                    |             | CH Jaca     | 1           | 2              | 4 | 4     | 5     |       |       |       |       |  |
|  | CG Puigcerdà       | 5           | CH Jaca     | 1           | 2              | 4 | 4     | 5     | 3     | 2     |       |       |  |
|  | CG Puigcerdà       | 5           |             |             |                |   |       |       | 3     | 2     |       |       |  |
|  | CH Jaca            | 2           | 8           | 5           |                |   |       |       |       |       |       |       |  |
|  | CH Jaca            | 2           | 8           | 5           |                |   |       |       |       |       |       |       |  |
|  |                    |             |             |             |                |   |       |       |       |       |       |       |  |